# Angelica ragazza jet
Angelica ragazza jet (Ein Engel auf Erden) è un film del 1959 diretto da Géza von Radványi.

## Trama
Pierre Chaillot, famoso pilota automobilistico, viene piantato dalla fidanzata, la bella principessa Augusta von Münchenberg, che è scappata con un famoso cantante. Deciso a suicidarsi, viene dissuaso da un angelo con le sembianze di una hostess. L'angelo ottiene il permesso di restare al suo fianco per 24 ore e col passare del tempo tra i due sembra nascere l'amore.